# Wurdackanthus
Wurdackanthus é um género botânico pertencente à família Gentianaceae.